# Pterostichus burmeisteri
Pterostichus burmeisteri es una especie de escarabajo terrestre del género Pterostichus, categorizada en la tribu Pterostichini, de la subfamilia Harpalinae. Fue descrita por Heer en 1837.

## Distribución
Se distribuye por Francia, Alemania, Suiza, Austria, Chequia, Eslovaquia, Hungría, Polonia, Ucrania, Italia, Eslovenia, Croacia, Bosnia y Herzegovina, Macedonia del Norte, Albania, Bulgaria y Rumania.